# Ambiky
Ambiky est une commune urbaine malgache située dans la partie centre-nord de la région du Menabe.

## Histoire
La ville est citée - sous le nom d'Ambike - par Aimé Césaire dans son Discours sur le colonialisme, comme un des exemples de la violence de la conquête coloniale, lors de sa conquête par l'armée française, en 1896.